# Concours Eurovision de la chanson junior 2005
Let's Get Loud!
Lillehammer 2004 Bucarest 2006
La troisième édition du Concours Eurovision de la chanson junior a eu lieu le 26 novembre 2005 à Hasselt en Belgique. Il est remporté par la représentante biélorusse Ksenia Sitnik, avec 149 points, suivie par l'Espagne, avec Antonio José, deuxième avec 146 points, et Malin pour la Norvège, troisième avec 123 points. Le Danemark et la Roumanie les suivent.

## Organisation et présentation
Le concours était organisé et présenté par les deux communautés du pays : flamands avec Marcel Vanthilt et francophone avec l'animatrice belge Maureen Louys et par les deux diffuseurs VRT et RTBF.

## Lieu
Le concours est organisé dans l'Ethias Arena, situé à Hasselt. Il peut contenir plus de 16 000 places assises ou plus de 21 000 personnes debout.

## Résultats
| Ordre | Pays                 | Artiste              | Chanson                                         | Langue      | Place | Points |
| ----- | -------------------- | -------------------- | ----------------------------------------------- | ----------- | ----- | ------ |
| 01    | Grèce                | Alexandros and Kalli | Tora einai i seira mas (Tώρα είναι η σειρά μας) | Grec        | 6     | 88     |
| 02    | Danemark             | Nicolai              | Shake Shake Shake                               | Danois      | 4     | 121    |
| 03    | Croatie              | Lorena Jelusic       | Rock baby                                       | Croate      | 12    | 36     |
| 04    | Roumanie             | Alina Eremia         | Turai                                           | Roumain     | 5     | 89     |
| 05    | Royaume-Uni          | Joni Fuller          | How does it feel?                               | Anglais     | 14    | 28     |
| 06    | Suède                | M+                   | Gränslös kärlek                                 | Suédois     | 15    | 22     |
| 07    | Russie               | Vladislav Krutskikh  | Doroga k solnstu (Дорога к солнцу)              | Russe       | 9     | 66     |
| 08    | Macédoine            | Denis Dimoski        | Rodendeski baknež (Родендески бакнеж)           | Macédonien  | 8     | 68     |
| 09    | Pays-Bas             | Tess                 | Stupid                                          | Néerlandais | 7     | 82     |
| 10    | Serbie-et-Monténégro | Filip Vučić          | Ljubav pa fudbal (Љубав па фудбал)              | Serbe       | 13    | 29     |
| 11    | Lettonie             | Kids4Rock            | Es esmu maza jauka meitene                      | Letton      | 11    | 50     |
| 12    | Belgique H           | Lindsay              | Mes rêves                                       | Français    | 10    | 63     |
| 13    | Malte                | Thea & Friends       | Make it right                                   | Anglais     | 16    | 18     |
| 14    | Norvège              | Malin                | Sommer og skolefri                              | Norvégien   | 3     | 123    |
| 15    | Espagne T            | Antonio José         | Te traigo flores                                | Espagnol    | 2     | 146    |
| 16    | Biélorussie          | Ksenia Sitnik        | My vmeste (Мы вместе)                           | Russe       | 1     | 149    |

### Votes
| Pays                 |    | Drapeau de Chypre | Drapeau de la Grèce | Drapeau du Danemark | Drapeau de la Croatie | Drapeau de la Roumanie | Drapeau du Royaume-Uni | Drapeau de la Suède | Drapeau de la Russie | Drapeau de la Macédoine du Nord | Drapeau des Pays-Bas | Drapeau de Serbie-et-Monténégro | Drapeau de la Lettonie | Drapeau de la Belgique | Drapeau de Malte | Drapeau de la Norvège | Drapeau de l'Espagne | Drapeau de la Biélorussie | Total |
| -------------------- | -- | ----------------- | ------------------- | ------------------- | --------------------- | ---------------------- | ---------------------- | ------------------- | -------------------- | ------------------------------- | -------------------- | ------------------------------- | ---------------------- | ---------------------- | ---------------- | --------------------- | -------------------- | ------------------------- | ----- |
| Grèce                | 12 | 12                | /                   | 7                   | 12                    | 6                      | 6                      | 5                   | 7                    | 3                               | 6                    | 4                               | -                      | 6                      | -                | -                     | 2                    | -                         | 88    |
| Danemark             | 12 | 6                 | 7                   | /                   | 8                     | 3                      | 1                      | 10                  | 6                    | 12                              | 7                    | 5                               | 6                      | 8                      | 7                | 12                    | 7                    | 4                         | 121   |
| Croatie              | 12 | -                 | -                   | 2                   | /                     | -                      | -                      | 3                   | -                    | 8                               | 2                    | 6                               | -                      | -                      | -                | 3                     | -                    | -                         | 36    |
| Roumanie             | 12 | 10                | 10                  | -                   | 2                     | /                      | 3                      | 4                   | 3                    | 4                               | 5                    | 7                               | 3                      | 4                      | -                | 7                     | 12                   | 3                         | 89    |
| Royaume-Uni          | 12 | -                 | -                   | 3                   | -                     | -                      | /                      | -                   | 1                    | -                               | 1                    | -                               | 2                      | 2                      | 5                | -                     | -                    | 2                         | 28    |
| Suède                | 12 | -                 | -                   | 8                   | -                     | -                      | -                      | /                   | -                    | -                               | -                    | -                               | -                      | -                      | -                | 2                     | -                    | -                         | 22    |
| Russie               | 12 | 3                 | 5                   | 1                   | -                     | 4                      | 2                      | -                   | /                    | 1                               | -                    | 1                               | 10                     | 3                      | 1                | 5                     | 6                    | 12                        | 66    |
| Macédoine            | 12 | -                 | -                   | -                   | 4                     | 8                      | 4                      | 1                   | 10                   | /                               | 3                    | 10                              | 4                      | 1                      | 2                | -                     | 1                    | 8                         | 68    |
| Pays-Bas             | 12 | 2                 | 4                   | 10                  | -                     | 2                      | 7                      | 7                   | 4                    | -                               | /                    | -                               | 1                      | 12                     | 8                | 4                     | 4                    | 5                         | 82    |
| Serbie-et-Monténégro | 12 | 1                 | -                   | -                   | 6                     | -                      | -                      | -                   | -                    | 10                              | -                    | /                               | -                      | -                      | -                | -                     | -                    | -                         | 29    |
| Lettonie             | 12 | -                 | 3                   | -                   | 5                     | 1                      | 5                      | 2                   | 5                    | 2                               | -                    | 2                               | /                      | -                      | 3                | 1                     | 3                    | 6                         | 50    |
| Belgique             | 12 | 4                 | 2                   | -                   | 1                     | 7                      | -                      | -                   | -                    | -                               | 12                   | -                               | 7                      | /                      | 4                | 8                     | 5                    | 1                         | 63    |
| Malte                | 12 | -                 | 1                   | 5                   | -                     | -                      | -                      | -                   | -                    | -                               | -                    | -                               | -                      | -                      | /                | -                     | -                    | -                         | 18    |
| Norvège              | 12 | 5                 | 6                   | 12                  | 3                     | 5                      | 8                      | 12                  | 2                    | 5                               | 10                   | 3                               | 8                      | 7                      | 10               | /                     | 8                    | 7                         | 123   |
| Espagne              | 12 | 8                 | 12                  | 4                   | 7                     | 12                     | 12                     | 8                   | 8                    | 6                               | 8                    | 12                              | 5                      | 10                     | 6                | 6                     | /                    | 10                        | 146   |
| Biélorussie          | 12 | 7                 | 8                   | 6                   | 10                    | 10                     | 10                     | 6                   | 12                   | 7                               | 4                    | 8                               | 12                     | 5                      | 12               | 10                    | 10                   | /                         | 149   |

#### Attribution des "12 points"
| Nombres | Récipiendiaire | Votants                                            |
| ------- | -------------- | -------------------------------------------------- |
| 4       | Espagne        | Grèce, Roumanie, Royaume-Uni, Serbie-et-Monténégro |
| 3       | Biélorussie    | Russie, Lettonie, Malte                            |
| 2       | Danemark       | Macédoine, Norvège                                 |
| 2       | Grèce          | Chypre, Croatie                                    |
| 2       | Norvège        | Danemark, Suède                                    |
| 1       | Belgique       | Pays-Bas                                           |
| 1       | Pays-Bas       | Belgique                                           |
| 1       | Roumanie       | Espagne                                            |
| 1       | Russie         | Biélorussie                                        |